# Hannes Peckolt
Hannes Peckolt (Ludwigshafen, 18 de noviembre de 1982) es un deportista alemán que compitió en vela en la clase 49er. 
Participó en los Juegos Olímpicos de Pekín 2008, obteniendo una medalla de bronce en la clase 49er (junto con su hermano Jan-Peter). Ganó dos medallas en el Campeonato Europeo de 49er, plata en 2007 y bronce en 2005.

## Palmarés internacional
| \| Juegos Olímpicos \| Juegos Olímpicos \| Juegos Olímpicos \| Juegos Olímpicos \| \| Año \| Lugar \| Medalla \| Clase \| \| ------------------ \| ---------------------- \| ----------------- \| ---------------- \| \| 2008 \| Pekín (China) \| Medalla de bronce \| 49er \| \| Campeonato Europeo \| \| \| \| \| Año \| Lugar \| Medalla \| Clase \| \| 2005 \| Vallensbæk (Dinamarca) \| Medalla de bronce \| 49er \| \| 2007 \| Marsala (Italia) \| Medalla de plata \| 49er \| |                        |                   |       |
| Juegos Olímpicos |                        |                   |       |
| Año | Lugar                  | Medalla           | Clase |
| 2008 | Pekín (China)          | Medalla de bronce | 49er  |
| Campeonato Europeo |                        |                   |       |
| Año | Lugar                  | Medalla           | Clase |
| 2005 | Vallensbæk (Dinamarca) | Medalla de bronce | 49er  |
| 2007 | Marsala (Italia)       | Medalla de plata  | 49er  |